# Falero
Nella mitologia greca, Falero, figlio di Alcone, era l'eroe eponimo del porto di Atene (il Falero), che prese parte alla spedizione degli argonauti.

## Il mito
Figlio del grande arciere Alcone, Falero ebbe un giorno un brutto incontro con un gigantesco serpente, che lo avvolse completamente nelle spire fin quasi a soffocarlo. Intervenne allora il padre, che scoccò una freccia dal suo arco: la sua abilità era tale che colpì a morte il serpente senza neanche scalfire il figlio. 
Ebbe una figlia di nome Calciope (o Calcippe).

### Gli Argonauti
Falero prese dal padre l'abilità nel maneggiare l'arco, partecipando, in qualità di rappresentante del popolo ateniese, al viaggio verso il vello d'oro. Dopodiché fuggí verso Napoli. 

## Elementi storici
Si presuppone che tali avventure non fossero prive di un retroterra storico: i vari viaggi dovrebbero rappresentare gli antichei tragitti dei mercanti e Falero, al pari di altri eroi, dovrebbe appunto rappresentare i mercanti ateniesi.